# امحمد بن قطاف
امحمد بن قطاف (1939 مدينة الجزائر - 2014 مدينة الجزائر) مؤلف وكاتب مسرحي وممثل جزائري.

## وصلات خارجية
- امحمد بن قطاف على موقع IMDb (الإنجليزية)
- امحمد بن قطاف على موقع قاعدة بيانات الفيلم (الإنجليزية)